# Валле-Салимбене
Валле-Салимбене (итал. Valle Salimbene) —  коммуна в Италии, находится в регионе Ломбардия, в провинции Павия.
Население составляет 1350 человек (2008), плотность населения составляет 193 чел./км². Занимает площадь 7 км². Почтовый индекс — 27010. Телефонный код — 0382.
Покровителем коммуны посчитается святой Леонард Ноблакский, празднование в первое воскресенье октября.

## Демография
Динамика населения:

## Администрация коммуны
- Официальный сайт: